# هامرزن
هامرزن (به آلمانی: Hamersen) یک شهر در آلمان است که در Sittensen واقع شده‌است. هامرزن ۴۷۴ نفر جمعیت دارد.